# European Technology Acquisition Programme
Das European Technology Acquisition Programme („Europäisches Technologie-Beschaffungsprogramm“, ETAP) ist eine im Jahr 2001 begonnene Studie über zukünftige Waffensysteme. Es beteiligen sich die sechs Länder Deutschland, Frankreich, Großbritannien, Italien, Schweden und Spanien.
Ziel der Studie ist es zu bestimmen, wie im Jahr 2020 die Luftkampfsysteme aussehen werden und welche Technologien dabei zum Einsatz kommen. Dabei sind Themenpunkte wie Langstreckenraketen, Kommunikations- und Kontrollsysteme, Datenverarbeitung und Spionage relevant.
Im Kernbereich dieses Projektes steht jedoch die Entwicklung eines unbemannten Kampfflugzeuges, eines sogenannten UCAV (Unmanned Combat Aerial Vehicles).